# Mala (Vorname)
Mala ist ein weiblicher Vorname.

## Bedeutung und Herkunft
Der Name Mala hat verschiedene Bedeutungen. Eine eindeutige Herkunft lässt sich daher nicht feststellen.
Im indischen Sanskrit bedeutet Mala „Kette“ oder „Girlande“. Besonders im Hinduismus und Buddhismus wird dem Namen dabei auch eine spirituelle Bedeutung zugewiesen und mit den gleichnamigen Gebetsketten in Verbindung gebracht.
Im Spanischen und Portugiesischen bedeutet das Wort „böse“ oder „schlecht“.
In den slawischen Sprachen kann der Name auch „jung“ oder „klein“ heißen oder wird mit Malgorzata, was im Polnischen „Perle“ bedeutet, in Verbindung gebracht.
Auch in Europa gewinnt der Name aufgrund seines exotischen Klangs und seiner vielfältigen Bedeutung zunehmend an Beliebtheit. In Deutschland ist der Name eher selten, aktuell belegt er dort den 267. Platz. Seine beste Platzierung erreichte der Name im Jahr 2010 mit Platz 141.

## Bekannte Namensträgerinnen
- Mala Emde (* 1996), deutsche Schauspielerin
- Mala Powers (1931–2007), US-amerikanische Schauspielerin
- Mala Sen (1947–2011), indische Schriftstellerin und Aktivistin
- Mala Zimetbaum (1922–1944), jüdische Widerstandskämpferin aus Belgien